# New York State Psychiatric Institute

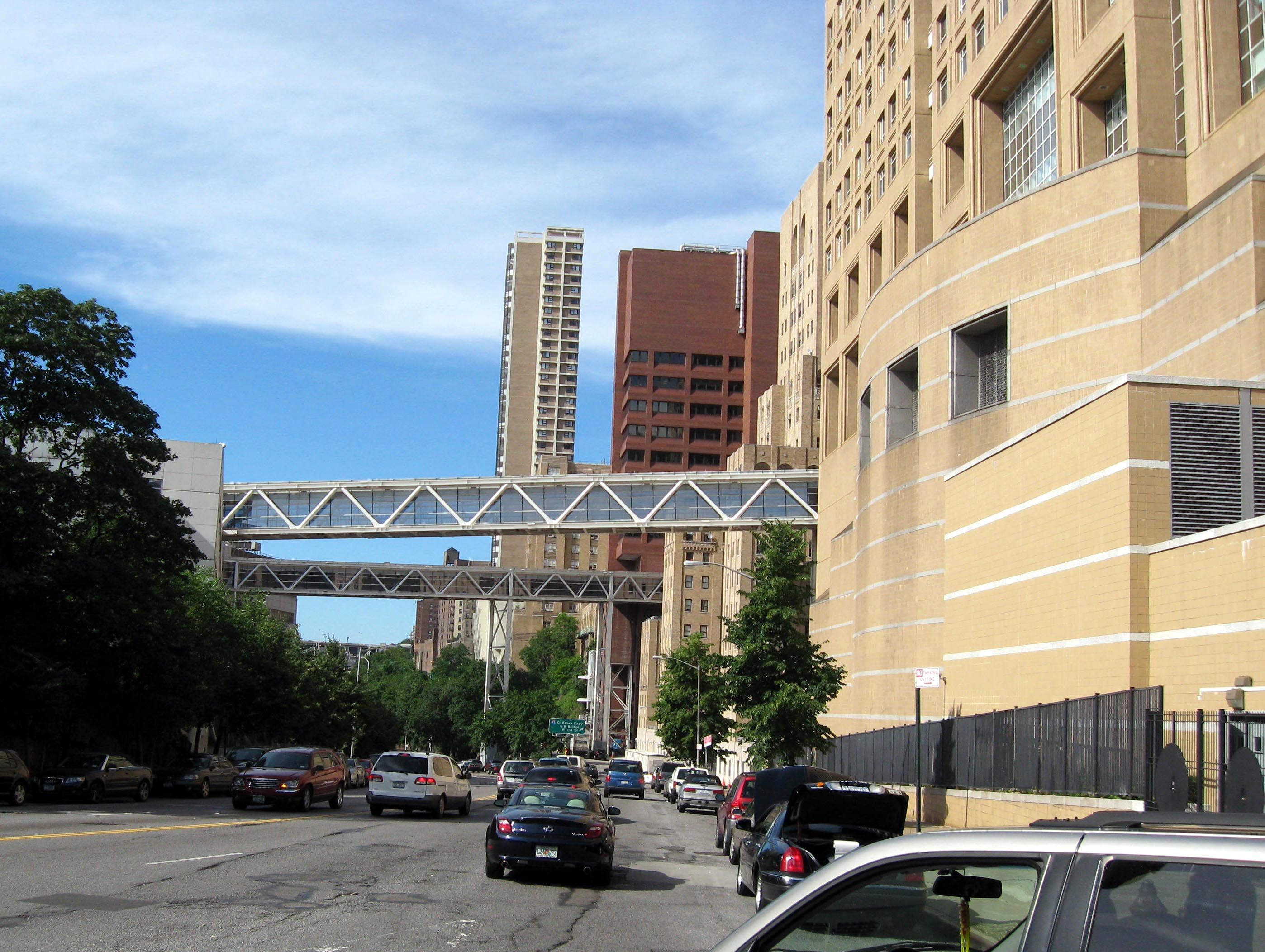
Widok na New York State Psychiatric Institute i Columbia University Medical Center od strony 155th Street

New York State Psychiatric Institute – amerykański psychiatryczny ośrodek akademicki, badawczy i leczniczy, założony w 1895 roku przy Riverside Drive na Manhattanie w Nowym Jorku. Był jedną z pierwszych instytucji tego typu w Stanach Zjednoczonych. W 1925 roku został powiązany z Presbyterian Hospital co wzbogaciło ośrodek o ogólne zaplecze szpitalne. Obecnie New York State Psychiatric Institute stanowi część Columbia University Medical Center.
Dyrektorami instytutu byli Ira Van Gieson, Adolf Meyer, August Hoch, Lawrence Kolb, Edward Sachar i Herbert Pardes.